# Poszukiwacz (powieść)
Poszukiwacz – powieść Jacka McDevitta z gatunku fantastyki naukowej, wyróżniona nagrodą Nebula za rok 2006. Książka będąca trzecią częścią cyklu o Aleksie Benedikcie, galaktycznym handlarzu antykami i amatorze detektywie. Została opublikowana w 2005 r. przez wydawnictwo Ace Books.

## Fabuła
Alex Benedict musi zmierzyć się z zagadką tajemniczego kubka, prawdopodobnie pochodzącego ze statku kosmicznego sprzed dziewięciu tysięcy lat. Artefakt odnalazło małżeństwo Wescottów, którzy niedługo później zginęli śmiercią tragiczną. Odkrycie może być związane się z Margolianami, zaginionymi przed wiekami uchodźcami z Ziemi.